# Índia nos Jogos Olímpicos de Verão de 1900
A Índia participou dos  Jogos Olímpicos de Verão de 1900 em Paris, na França. Foi a primeira vez que o país competiu nos jogos olímpicos. Os historiadores olímpicos tendem a separar os resultados indianos dos britânicos, apesar da falta de independência da Índia, de maneira semelhante à separação dos resultados dos concorrentes da Austrália antes de 1901. Um atleta, Norman Pritchard, representou a Índia em 1900